# Калужская ТЭЦ
Калужская ТЭЦ — теплоэлектроцентраль, расположенная в городе Калуге, Калужской области, является производственным подразделением филиала ПАО «Квадра» — «Центральная генерация». Установленная электрическая мощность станции составляет 41,8 МВт, тепловая — 110,1 Гкал/ч. Численность сотрудников — 95 человек.
Калужская ТЭЦ введена в эксплуатацию в ноябре 1948 года. Долгое время основным потребителем энергопредприятия являлось ОАО «Аромасинтез», доля которого в общем объёме отпуска теплоэнергии станции превышала 70%.
После реконструкции и капитального ремонта в 2001 году — установленная мощность станции увеличена с 6 до 12 МВт. В начале 2007 года принято решение о строительстве на Калужской ТЭЦ газотурбинной установки мощностью 30 МВт. В мае 2011 года ГТУ была построена, в июле завершились её комплексные испытания и проведена аттестация установленной мощности.
Основным топливом является природный газ, резервным – мазут. Перевод станции на сжигание газового топлива значительно повысил надежность работы оборудования.
В настоящее время Калужская ТЭЦ, кроме промышленных предприятий, осуществляет теплоснабжение посёлков Силикатный и Середа (расположены в черте города Калуги).

## Перечень основного оборудования
| Агрегат                                        | Тип            | Изготовитель                                     | Количество | Ввод в эксплуатацию | Основные характеристики | Основные характеристики      | Источники |
| Агрегат                                        | Тип            | Изготовитель                                     | Количество | Ввод в эксплуатацию | Параметр                | Значение                     | Источники |
| ---------------------------------------------- | -------------- | ------------------------------------------------ | ---------- | ------------------- | ----------------------- | ---------------------------- | --------- |
| Оборудование котельного и турбинного отделений |                |                                                  |            |                     |                         |                              |           |
| Паровой котёл                                  | «Комбашен»     | Combustion Engineering, США                      | 1          | 1949 г.             | Топливо                 | газ                          | [ 1 ]     |
| Паровой котёл                                  | «Комбашен»     | Combustion Engineering, США                      | 1          | 1949 г.             | Производительность      | 63,5 т/ч                     | [ 1 ]     |
| Паровой котёл                                  | «Комбашен»     | Combustion Engineering, США                      | 1          | 1949 г.             | Параметры пара          | 32 кгс/см2, 410 °С           | [ 1 ]     |
| Паровой котёл                                  | БКЗ-75-39 ФБ   | Белгородский котельный завод «Красный котельщик» | 1          | 1969 г.             | Топливо                 | газ, мазут                   | [ 1 ]     |
| Паровой котёл                                  | БКЗ-75-39 ФБ   | Белгородский котельный завод «Красный котельщик» | 1          | 1969 г.             | Производительность      | 75 т/ч                       | [ 1 ]     |
| Паровой котёл                                  | БКЗ-75-39 ФБ   | Белгородский котельный завод «Красный котельщик» | 1          | 1969 г.             | Параметры пара          | 39 кгс/см2, 440 °С           | [ 1 ]     |
| Паровая турбина                                | П-6-34/0,5-1   | Калужский турбинный завод                        | 1          | 2001 г.             | Установленная мощность  | 6 МВт                        | [ 1 ]     |
| Паровая турбина                                | П-6-34/0,5-1   | Калужский турбинный завод                        | 1          | 2001 г.             | Тепловая нагрузка       | 28 Гкал/ч                    | [ 1 ]     |
| Паровая турбина                                | Р-6-35/5М      | Калужский турбинный завод                        | 1          | 1978 г.             | Установленная мощность  | 6 МВт                        | [ 1 ]     |
| Паровая турбина                                | Р-6-35/5М      | Калужский турбинный завод                        | 1          | 1978 г.             | Тепловая нагрузка       | 42 Гкал/ч                    | [ 1 ]     |
| Оборудование газотурбинной ТЭЦ                 |                |                                                  |            |                     |                         |                              |           |
| Газовая турбина                                | LM-2500+G4 DLE | General Electric, США                            | 1          | 2011                | Топливо                 | газ                          | [ 1 ]     |
| Газовая турбина                                | LM-2500+G4 DLE | General Electric, США                            | 1          | 2011                | Установленная мощность  | 29,8 МВт                     | [ 1 ]     |
| Газовая турбина                                | LM-2500+G4 DLE | General Electric, США                            | 1          | 2011                | tвыхлопа                | 539 °C                       | [ 1 ]     |
| Котёл-утилизатор                               | КТГ-45-3,9-400 | ООО «НПО БЗКО»                                   | 1          | 2011                | Производительность      | 40 т/ч                       | [ 1 ]     |
| Котёл-утилизатор                               | КТГ-45-3,9-400 | ООО «НПО БЗКО»                                   | 1          | 2011                | Параметры пара          | 3,9 Мпа (39 кгс/см2, 440 °С) | [ 1 ]     |
| Котёл-утилизатор                               | КТГ-45-3,9-400 | ООО «НПО БЗКО»                                   | 1          | 2011                | Тепловая мощность       | 40,1 Гкал/ч                  | [ 1 ]     |